# Tyler Breeze
Mattias Clement (* 19. Januar 1988 in Vancouver), besser bekannt unter seinem Ringnamen Tyler Breeze, ist ein kanadischer Wrestler. Er ist derzeit Free Agent. Sein bislang größter Erfolg ist der Erhalt der NXT Tag Team Championship bei WWE.

## Karriere

### Independent (2007–2010)
Im Jahr 2007 gab Clement sein Debüt bei Power Zone Wrestling unter dem Namen Mattias Wild. 2008 begann er bei NWA Extreme Canadian Championship Wrestling anzutreten. Währenddessen wurde er in Calgary von Lance Storm trainiert. 2009 nahm er am ECCW Pacific Cup teil, verlor jedoch in der ersten Runde. Noch im selben Jahr fehdete Clement um die ECCW Tag Team Championship, schaffte es jedoch nicht den Titel zu gewinnen. 2010 wrestlete er außerdem noch für die Prairie Wrestling Alliance.

### WWE

#### Florida Championship Wrestling (2010–2012)
Clement unterschrieb 2010 bei WWE einen Vertrag und debütierte am 2. Dezember für die Entwicklungsliga Florida Championship Wrestling. Sein TV-Debüt hatte er unter dem Namen Mike Dalton am 17. Juli 2011 mit einer Niederlage gegen Alexander Rusev. Am 17. November gewann Dalton sein erstes Match bei FCW gegen Peter Orlov. Am 15. Dezember gewann er ein Battle Royal, um für die FCW Florida Heavyweight Championship anzutreten. Er forderte Leo Kruger heraus, verlor das Match allerdings. Am 2. Februar 2012 gewann Dalton die FCW Heavyweight Championship nach einem Sieg gegen Leo Kruger. Seine Regentschaft kam jedoch nach 21 Tagen bei einem Rematch gegen Kruger zu einem Ende.
Als die WWE aus FCW NXT machte debütierte Dalton als Jobber an der Seite von CJ Parker mit einer Niederlage gegen die The Ascension. Am 1. August besiegte Dalton mit Jason Jordan das Team von Hunico und Camacho, allerdings verloren die beiden ein Rematch am 29. August.

#### NXT (2012–2015)
Am 24. Juli 2013 debütierte Clement mit dem Tyler Breeze-Charakter, ein narzisstisches Model, welches dauernd Selfies von sich macht. Er fehdete einige Wochen gegen Adrian Neville um die NXT Championship, konnte sich allerdings den Titel nicht holen. Bei NXT TakeOver besiegte er Sami Zayn und verdiente sich somit ein Match um die NXT Championship. Das Match gegen Adrian Neville um den NXT Championship am 14. August 2014 gewann Breeze durch Disqualifikation, da Tyson Kidd Sami Zayn angegriffen hatte. Bei Takeover: Fatal 4-Way kämpfte er in einem Fatal-Four-Way Match gegen Adrian Neville, Tyson Kidd, Sami Zayn um den NXT Championship und verlor.
Bei der NXT-Ausgabe vom 21. Januar 2015 verlor Breeze gegen Kenta Kobayashi in der ersten Runde eines Turniers um den neuen Herausforderer um den NXT Championship zu bestimmen. Bei der NXT-Ausgabe vom 1. April 2015 gewann Breeze ein Two Out Of Three Falls Match gegen Kenta Kobayashi mit 2:1. Bei TakeOver: Brooklyn verlor er ein Match gegen Jushin Thunder Liger. Bei der NXT-Ausgabe vom 9. September nahm er gemeinsam mit Bull Dempsey am Dusty Rhodes Tag Team Classic Tournament teil. In der ersten Runde verloren sie gegen Johnny Gargano und Tommaso Ciampa und schieden somit in der ersten Runde aus. Bei der NXT-Ausgabe vom 14. Oktober 2015 griff Breeze in einer Battle Royal ein und verhinderte den Sieg von Samoa Joe. Bei der Ausgabe vom 28. Oktober verlor er gegen Samoa Joe. Bei TakeOver: Respect verlor Breeze gegen Apollo Crews.

#### Main Roster (2015–2019)

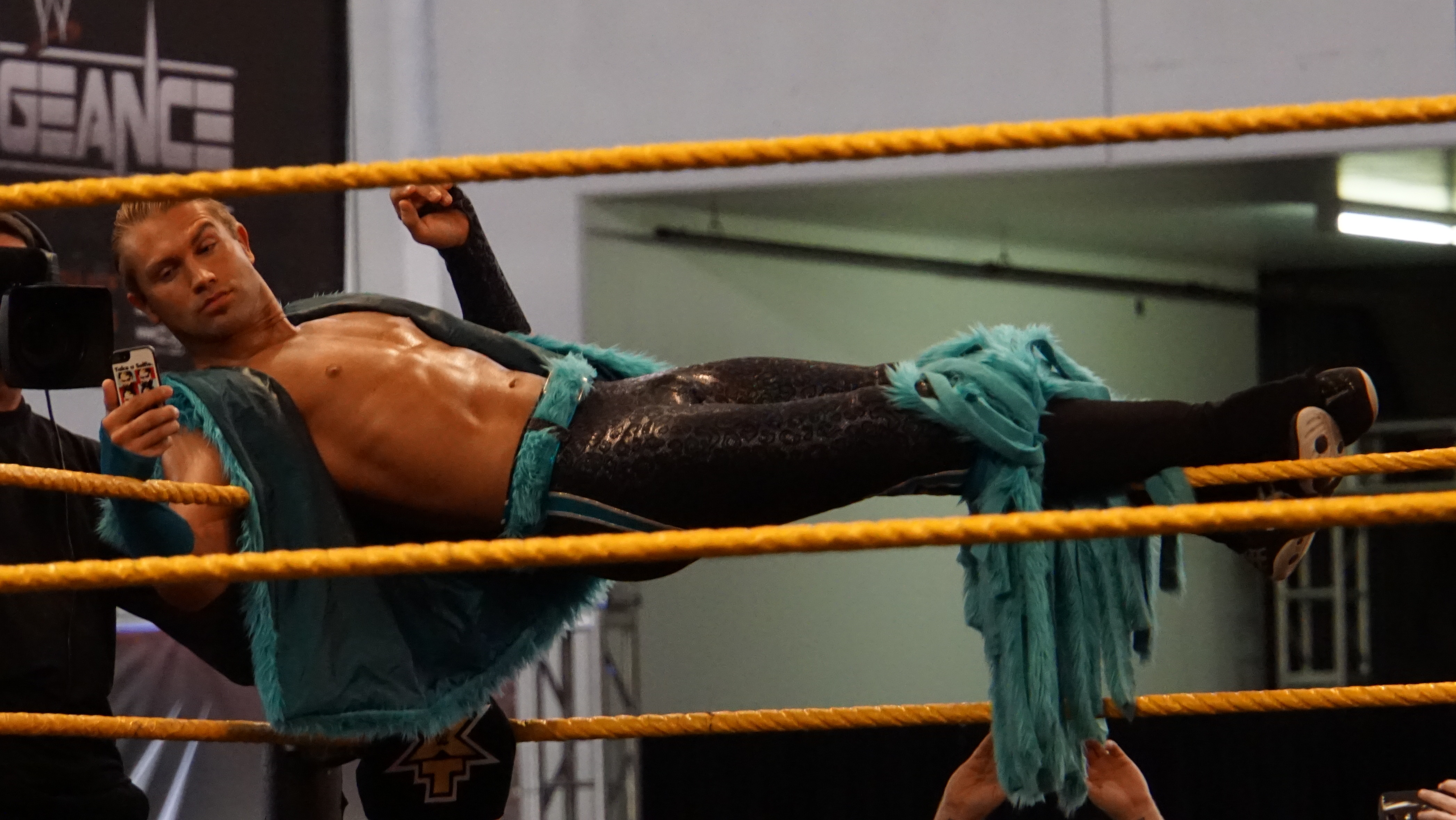
Tyler Breeze (2015)

Am 22. Oktober 2015 feierte er bei SmackDown an der Seite von Summer Rae in einem MizTV Segment sein Debüt im Main Roster, in dem er Dolph Ziggler angriff. Bei der WWE-Raw-Ausgabe vom 9. November 2015 nahm er am Turnier um die vakanten WWE World Heavyweight Championship, schied aber nach einer Niederlage gegen Dean Ambrose schon in der ersten Runde aus. Bei der Raw-Ausgabe vom 16. November gewann er gegen R-Truth. Danach setzte er seine Fehde gegen Dolph Ziggler fort. Am 22. November 2015 besiegte er Dolph Ziggler bei der Survivor Series. Danach begann er eine Fehde gegen Goldust. Bei der Smackdown Ausgabe vom 31. Dezember 2015 besiegte er Goldust. Nach dem Match erklärten er und Summer Rae, dass sie von nun an getrennte Wege gehen werden.
Am 3. April 2016 nahm er bei Wrestlemania 32 an der André the Giant Memorial Battle Royal teil. Nach Wrestlemania bildete er eine kurze Zeit mit R-Truth das Tag Team The Gorgeous Truth. Er besiegte Goldust und beendete seine Niederlagen Serie. Bei der Smackdown-Ausgabe vom 12. Mai 2016 besiegten The Gorgeous Truth das Team Goldango Fandango und Goldust, nachdem Fandango gegen seinen Partner turnte. Nach dem Match turnte Breeze ebenfalls gegen seinen Partner und seitdem bildet er mit Fandango das Tag Team Breezango. Am 16. April 2018 wurde Breezango im Zuge des Superstar Shake-ups 2018 zu Raw gedraftet. Nach der Verletzung seinen Tag Team Partners im Jahr 2018, war Breeze kaum noch in Matches vertreten.

#### Rückkehr zu NXT (2019–2021)
Infolgedessen wurde er im Rahmen des Superstar Shake Ups 2019 zurück zu NXT versetzt. Am 1. Juni 2019 bestritt er gegen The Velveteen Dream ein Match um dessen NXT North American Championship, dieses Match verlor Breeze jedoch. Am 26. August 2020 gewann er zusammen mit Fandango die NXT Tag Team Championship von Imperium (Marcel Barthel und Fabian Aichner). Die Regentschaft hielt 56 Tage, sie mussten die Titel am 21. Oktober 2020 an Oney Lorcan und Danny Burch abgeben. Am 25. Juni 2021 wurde er von WWE entlassen.

## Erfolge
- Prairie Wrestling Alliance
  - 1× PWA Tag Team Championship (mit Dan Myers)

- WWE
  - 1× FCW Florida Heavyweight Championship (als Mike Dalton)
  - 1× FCW Florida Tag Team Championship (mit Leakee)
  - 1× NXT Tag Team Championship (mit Fandango)